# 布引ジャンクション
布引ジャンクション（ぬのびきジャンクション）は、兵庫県神戸市中央区にある阪神高速道路32号新神戸トンネル・山麓バイパスのジャンクション。三宮方面からの分岐のみのハーフJCTである。

## 道路
- 阪神高速32号新神戸トンネル
- 山麓バイパス

## 歴史
- 1976年（昭和51年）5月15日：新神戸トンネルが開通[1]。
- 1992年（平成4年）11月17日：山麓バイパス布引 - 天王谷間が開通（4車線化）[1]。新神戸トンネルとの分岐部となる。
- 2012年（平成24年）10月1日：新神戸トンネル有料道路が神戸市道路公社から阪神高速道路へ移管[2]。
- 2018年（平成30年）6月28日：未命名であったジャンクション名を布引JCTに決定[3]。

## 隣
阪神高速32号新神戸トンネル（北行）
(32-02) 二宮入口 - 布引JCT - (32-05) 箕谷出口/JCT
山麓バイパス（西行）
二宮入口 - 布引JCT - 天王谷IC